# Richard Griffith
Richard Clewin Griffith (Londres, 22 de juliol de 1872 - Hendon, Londres 11 de desembre de 1955) fou un jugador d'escacs, escriptor i editor anglès. Va guanyar el campionat britànic absolut el 1912 a Richmond upon Thames (Londres), en la que fou la seva única participació en l'esdeveniment. També el 1912 publicà, juntament amb en John Herbert White un llibre d'escacs que va ser molt popular, Modern Chess Openings ("obertures modernes d'escacs"), que ha estat reeditat nombroses vegades fins avui. Fou també editor de la publicació British Chess Magazine, entre 1920 i 1937, i posteriorment durant alguns mesos el 1940. Durant la II Guerra Mundial Griffith fou tresorer honorari de la Federació Britànica d'Escacs, i membre de la seva junta de govern.